# Cristhippopsis flavovittatus
Cristhippopsis flavovittatus är en skalbaggsart som beskrevs av Stefan von Breuning 1977. Cristhippopsis flavovittatus ingår i släktet Cristhippopsis och familjen långhorningar. Inga underarter finns listade i Catalogue of Life.